# 東十条病院
東十条病院（ひがしじゅうじょうびょういん）は、東京都北区に存在していた病院。

## 概要
1991年（平成3年）6月、医療法人社団りんご会によって開業された。16の診療科目があり、北区最多の病床数を誇った。東京都より東京都災害拠点病院にも指定されていた。
しかし、常勤医師の派遣元である日本大学の医局が人員不足を理由に相次いで医師の引き揚げを通告。医師がいなくなったため病院運営が困難となり、2007年（平成19年）10月31日をもって閉院した。
なお、閉院後の建物は、2009年（平成21年）11月より、板橋中央総合病院グループの明理会中央総合病院となった。

## 交通アクセス
- JR京浜東北線 東十条駅より徒歩で約2分。